# 936

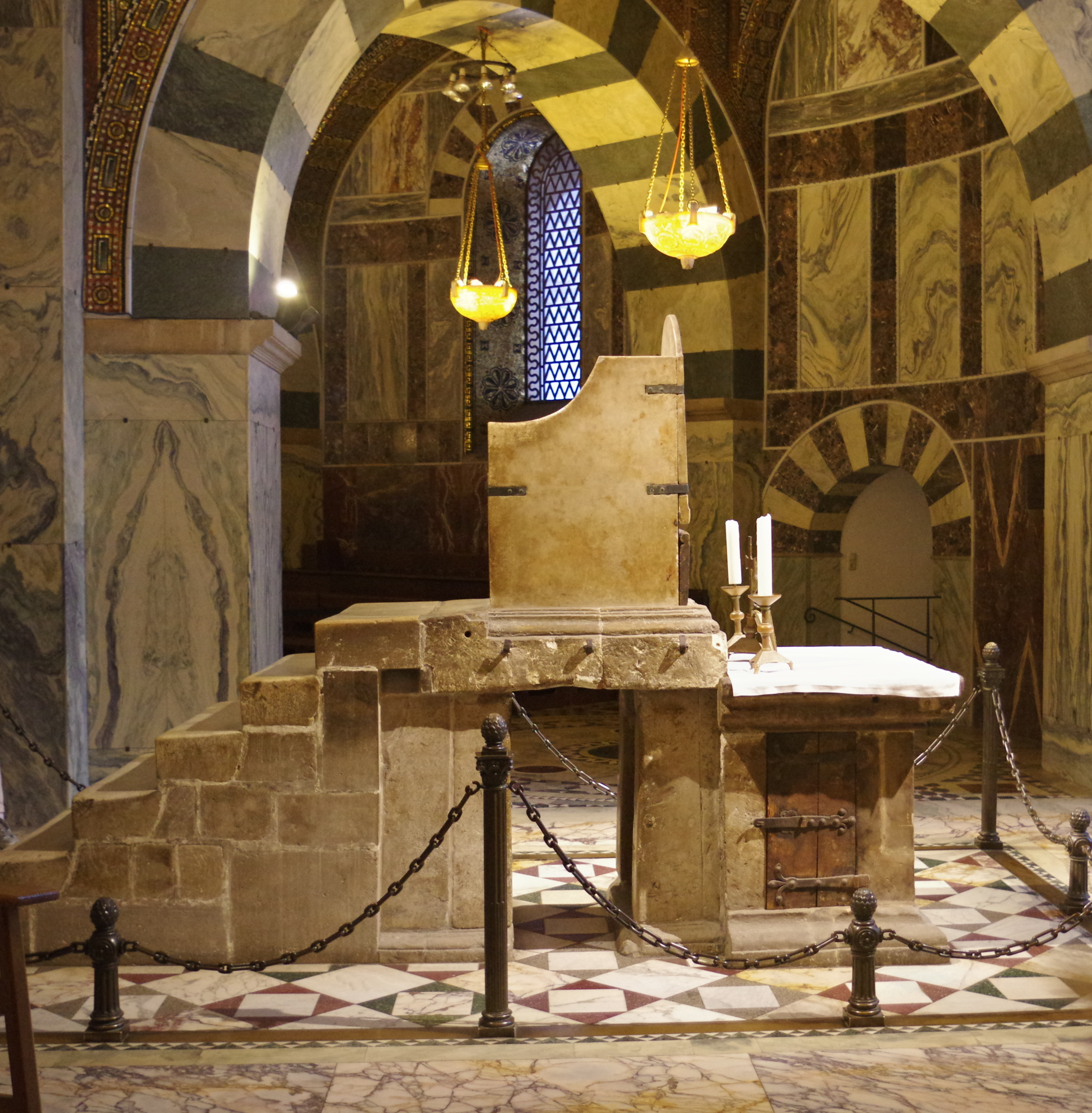
De koningstroon in de Dom van Aken, waar Otto I tot koning van het Oost-Frankische Rijk werd gekroond

Het jaar 936 is het 36e jaar in de 10e eeuw volgens de christelijke jaartelling.

## Gebeurtenissen

### Europa
- 15 januari – Koning Rudolf I overlijdt in Auxerre kinderloos na een regeerperiode van 12 jaar. Hij wordt opgevolgd door de vijftienjarige Lodewijk IV (de zoon van de voormalige koning Karel de Eenvoudige). Lodewijk wordt in Laon door Artald, aartsbisschop van Reims, gekroond tot heerser van het West-Frankische Rijk. De feitelijke macht heeft de Frankische edelman Hugo de Grote.
- Zomer – Koning Hugo van Arles stuurt een tweede strafexpeditie onder bevel van zijn zoon Lotharius II (mede-koning van Italië) naar Rome om zijn stiefzoon Alberik II af te zetten. Het Lombardische leger wordt wederom door de stadsmilities verdreven. Nadat er een epidemie uitbreekt onder de troepen, wordt Hugo gedwongen een wapenstilstand met Alberik te sluiten.
- 2 juli – Koning Hendrik I ("de Vogelaar") overlijdt in Memleben (Thüringen) na een regeerperiode van 17 jaar. Hij wordt opgevolgd door zijn 23-jarige zoon Otto I, die in het Akense koningspalts door aartsbisschop Hildebert gekroond wordt tot heerser van het Oost-Frankische Rijk. Otto ontvangt daarop de regalia (de soevereine macht van een koning).
- Herman Billung wordt voor zijn bewezen diensten door Otto I benoemd tot markgraaf van Saksen. Hij krijgt het bestuur over een groot deel van noordelijk Duitsland.
- Boso III, een Frankische markgraaf, komt in opstand tegen zijn broer Hugo van Arles. De opstand wordt neergeslagen, Boso wordt afgezet en vermoord.

### Lage Landen
- Bisschop Balderik van Utrecht verkrijgt het muntrecht van Otto I, waarna een munthuis wordt gevestigd binnen de burcht Trecht. Otto I geeft aan Balderik ook het jachtrecht in 'Silva Fulnaho' (het woud van Vollenhove).

### Religie
- 3 januari – Paus Leo VII volgt Johannes XI op als de 126e paus van de Katholieke Kerk. Hij wordt gekozen onder druk van Alberik II.
- Na de dood van de Oost-Frankische koning Hendrik de Vogelaar krijgt de koningin-weduwe Mathildis van Ringelheim de toestemming van haar zoon Otto I om een sticht voor kanunnikessen op te richten bij Quedlinburg, nu in Saksen-Anhalt. De eerste abdis is de dochter van Otto I, Mathilde van Quedlinburg. Otto I verleent het sticht de immuniteit, waardoor het sticht onafhankelijk wordt van de bisschop van Halberstadt, ze hoeven enkel rekenschap geven aan de paus.
- Eerste schriftelijke vermelding van Rieder, een stad gelegen in het huidige Duitsland.

## Geboren
- Abu al-Qasim al-Zahravi, Arabisch filosoof en arts (overleden 1013)

## Overleden
- 15 januari – Rudolf I, koning van het West-Frankische Rijk
- 2 juli – Hendrik I, koning van het Oost-Frankische Rijk
- 23 juli – Hilduin, aartsbisschop van Milaan
- Boso III, markgraaf van Arles en Toscane